# Stenophylax lavandieri
Stenophylax lavandieri là một loài Trichoptera trong họ Limnephilidae. Chúng phân bố ở miền Cổ bắc.